# 大美督公共運輸交匯處
大美督公共運輸交匯處（英文：Tai Mei Tuk Public Transport Interchange）是香港的一個巴士總站，位於大埔區大美督汀角路。現有5條專利巴士路線（當中只有1條全日行駛路線）和1條專線小巴路線以本站作為總站，另外亦有1條巴士路線途經本站。

## 歷史
大美督原名「大尾篤」，位處大埔區東部的邊陲，船灣淡水湖主壩的北端，位於八仙嶺龍脈之末端，故以「尾」或「篤」解作大埔的末端。該地近年逐漸成為主要郊遊點，每逢假日不少遊人前往大尾篤燒烤及踏單車；龍尾村一帶開設有不少單車租賃店及特色食肆。
大尾篤的巴士服務早於1961年出現，當時以大埔墟（靖遠街）為總站，雖然路線經多次改動，但現在九龍巴士75K線仍以大美督為總站。2002年，進智公交加入競逐的行列，開辦新界區專線小巴20C線。
自從大尾篤成為大埔區郊遊景點後，通俗名稱便陸續出現，計有「大尾督」、「大美篤」和「大美督」，皆取自其同音字。地政總署與當地鄉間組織商議後，決定於2007年初統一名稱為「大美督」，總站名稱自此也跟隨官方寫法。
現存之總站於1990年10月8日命名，設有一條單坑及兩條雙坑。

## 總站路線資料（巴士）

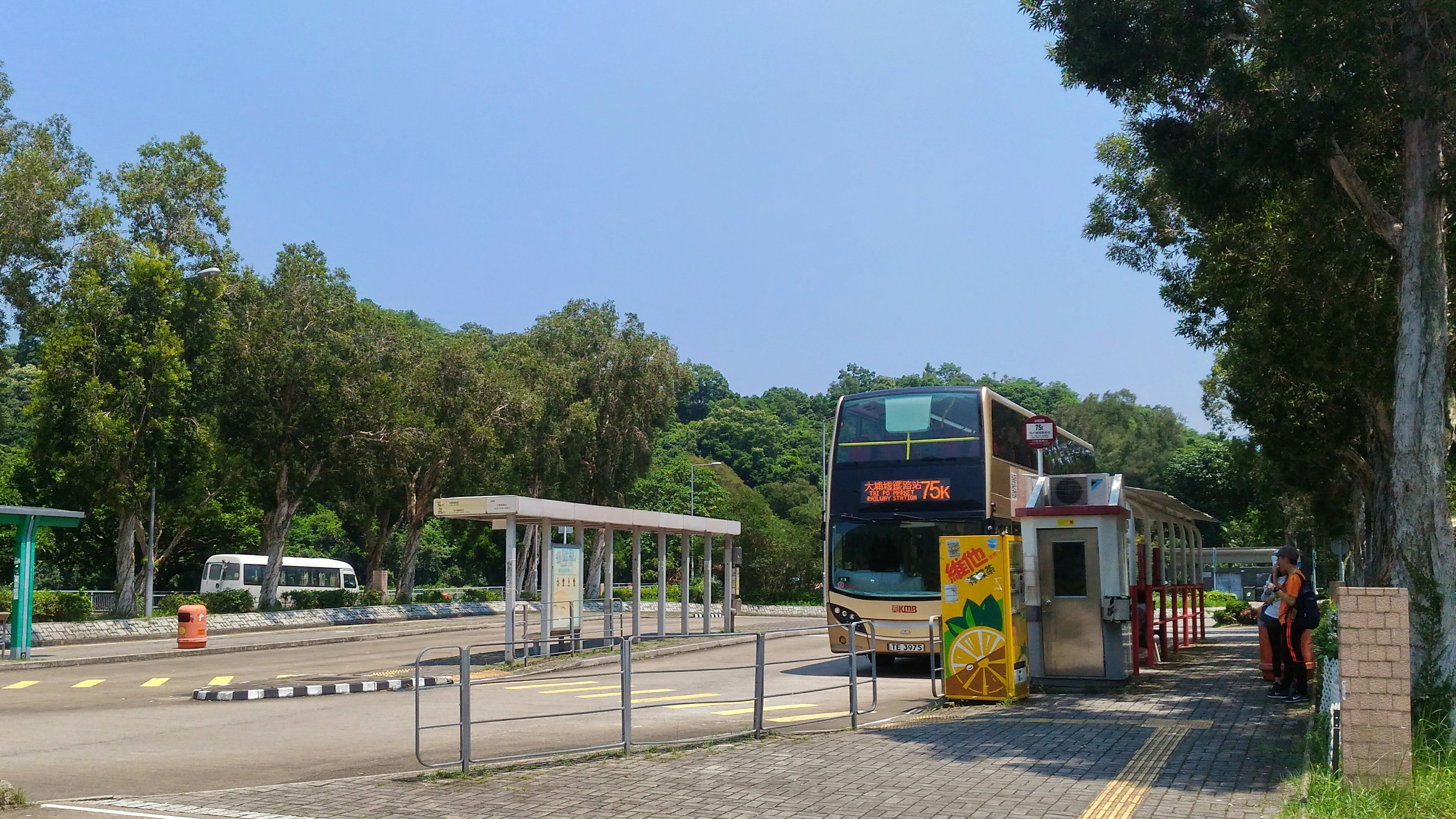
一輛九龍巴士75K線巴士在大美督公共運輸交匯處

### 九龍巴士72C線
- 大美督 → 大埔墟站

### 九龍巴士73P線
- 大美督 ↔ 荃灣（如心廣場）

於2019年6月3日投入服務，途經汀角路、鳳園、吐露港公路、城門隧道、梨木樹邨、葵興、葵芳及荃灣市中心，只於平日繁忙時間提供服務。

### 九龍巴士74E線
- 大美督 ↔ 觀塘碼頭

於2016年12月12日投入服務，途經觀塘市中心、牛頭角、九龍灣、啟業邨、彩虹邨、大老山隧道及大埔工業邨，只於平日繁忙時間提供服務。

### 九龍巴士75K、75P線
75K
- 大美督 ↔ 大埔墟站

往返大埔墟站和大美督的巴士路線。原為在1961年6月18日起提供服務的25線，在1973年7月16日改稱75線，1983年5月2日本線再由75改為現稱。
75P
- 大美督 → 大埔墟站

### 九龍巴士275R線(特別班次)
- 大美督→大埔墟站

於星期日及公眾假期因應需求，於15:00-18:45加開班次。

## 總站路線資料（專線小巴）

### 新界區專線小巴20C線
- 大埔墟站 ↔ 大美督

於2002年投入服務，來往大埔墟鐵路站和大美督。

## 途經路線資料

### 九龍巴士275R線
- 大埔墟站 ↔ 烏蛟騰

於1997年6月8日投入服務，來往烏蛟騰和大埔墟站，只於往大埔墟站方向途經本總站。